# Cerithiella astrolabiensis
Cerithiella astrolabiensis is een slakkensoort uit de familie van de Newtoniellidae. De wetenschappelijke naam van de soort is voor het eerst geldig gepubliceerd in 1908 door Strebel.